# Coelioxys hunteri
Coelioxys hunteri là một loài Hymenoptera trong họ Megachilidae. Loài này được Crawford mô tả khoa học năm 1914.

## Hình ảnh

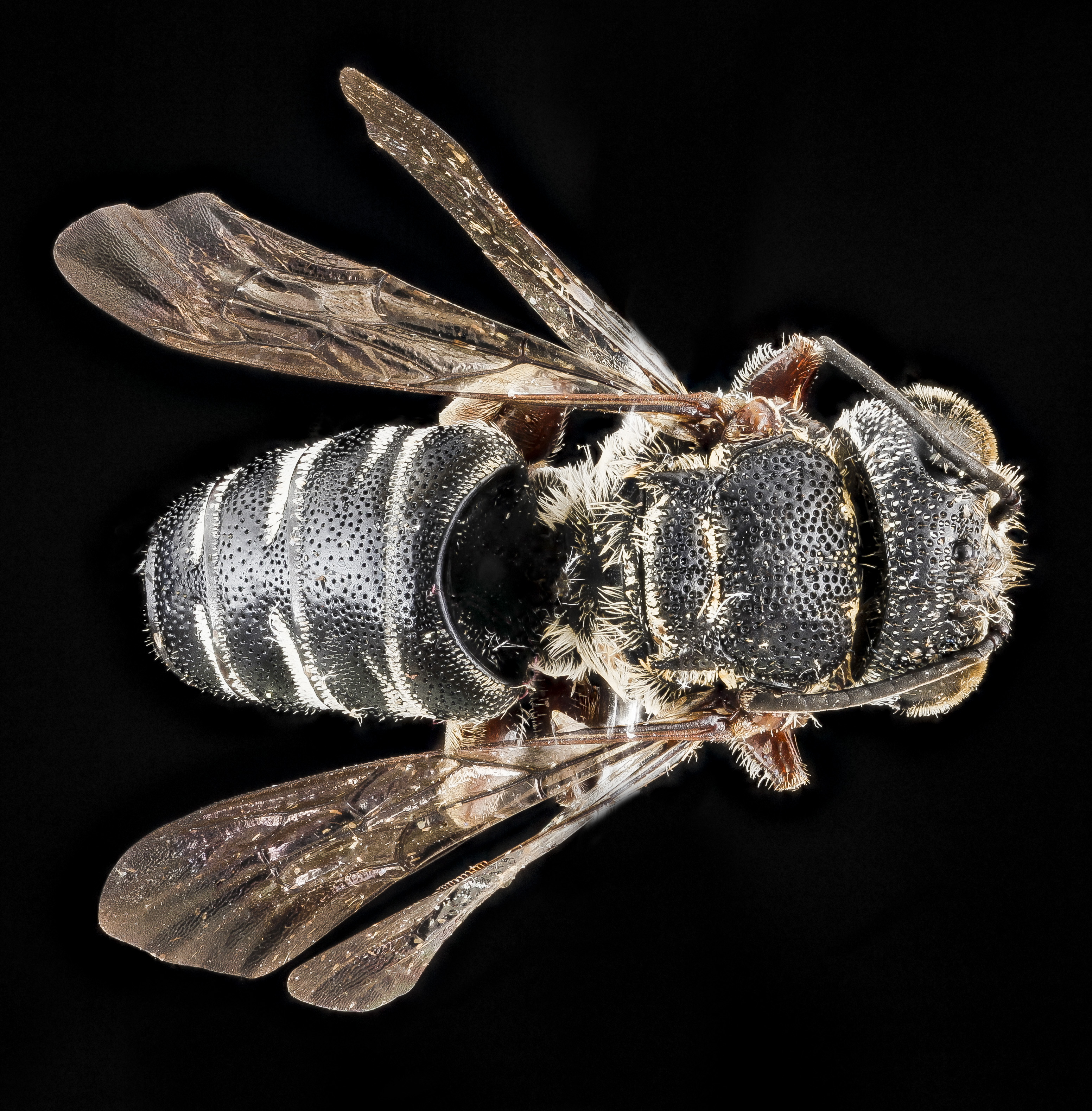
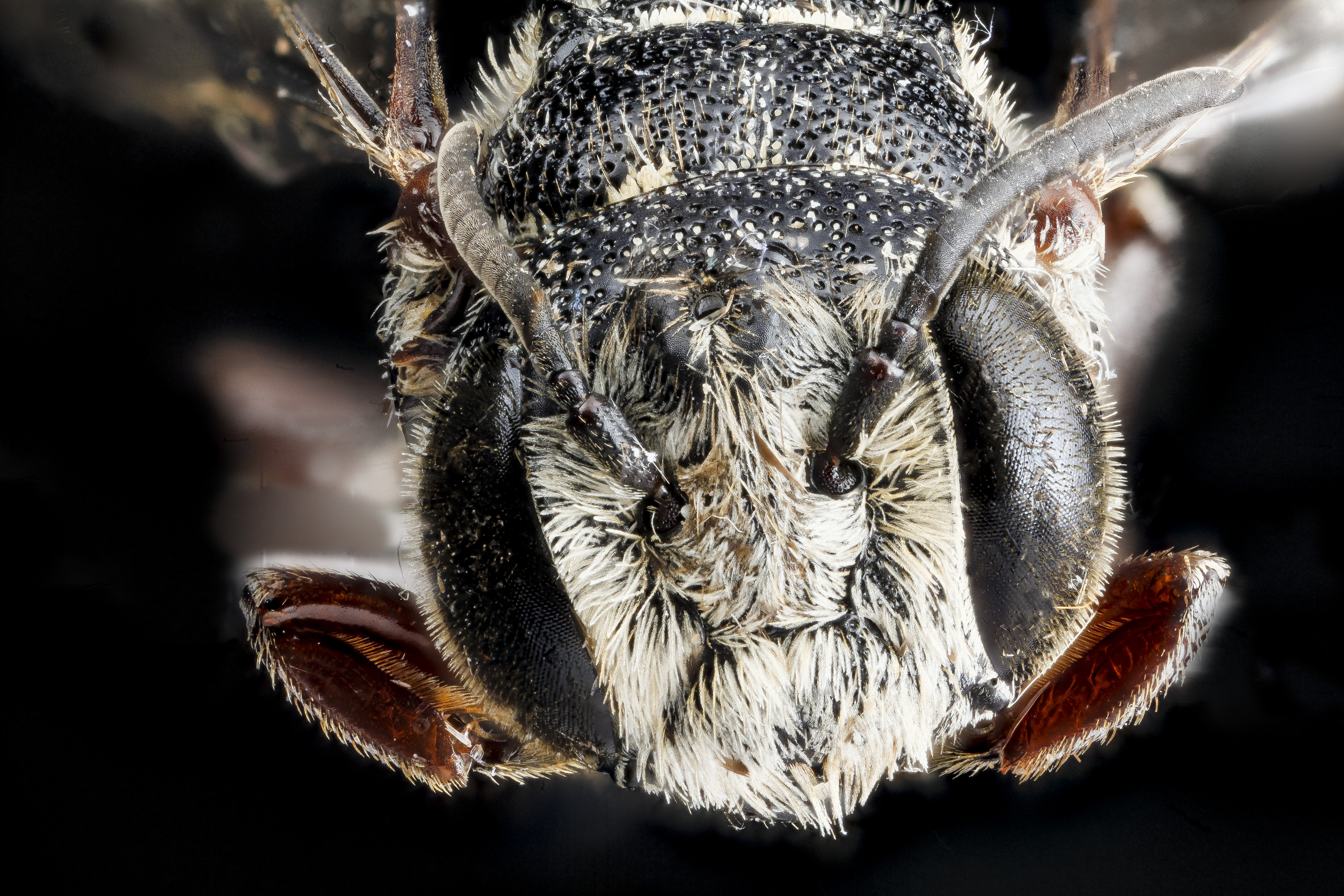